# Bălcaciu, Alba
Bălcaciu (în dialectul săsesc Bűlkeš, în germană Bulkesch, Bolkatsch, Bulgatsch, Bolgatsch, Bulgesch, în maghiară Bolkács) este un sat în comuna Jidvei din județul Alba, Transilvania, România.

## Așezare geografică

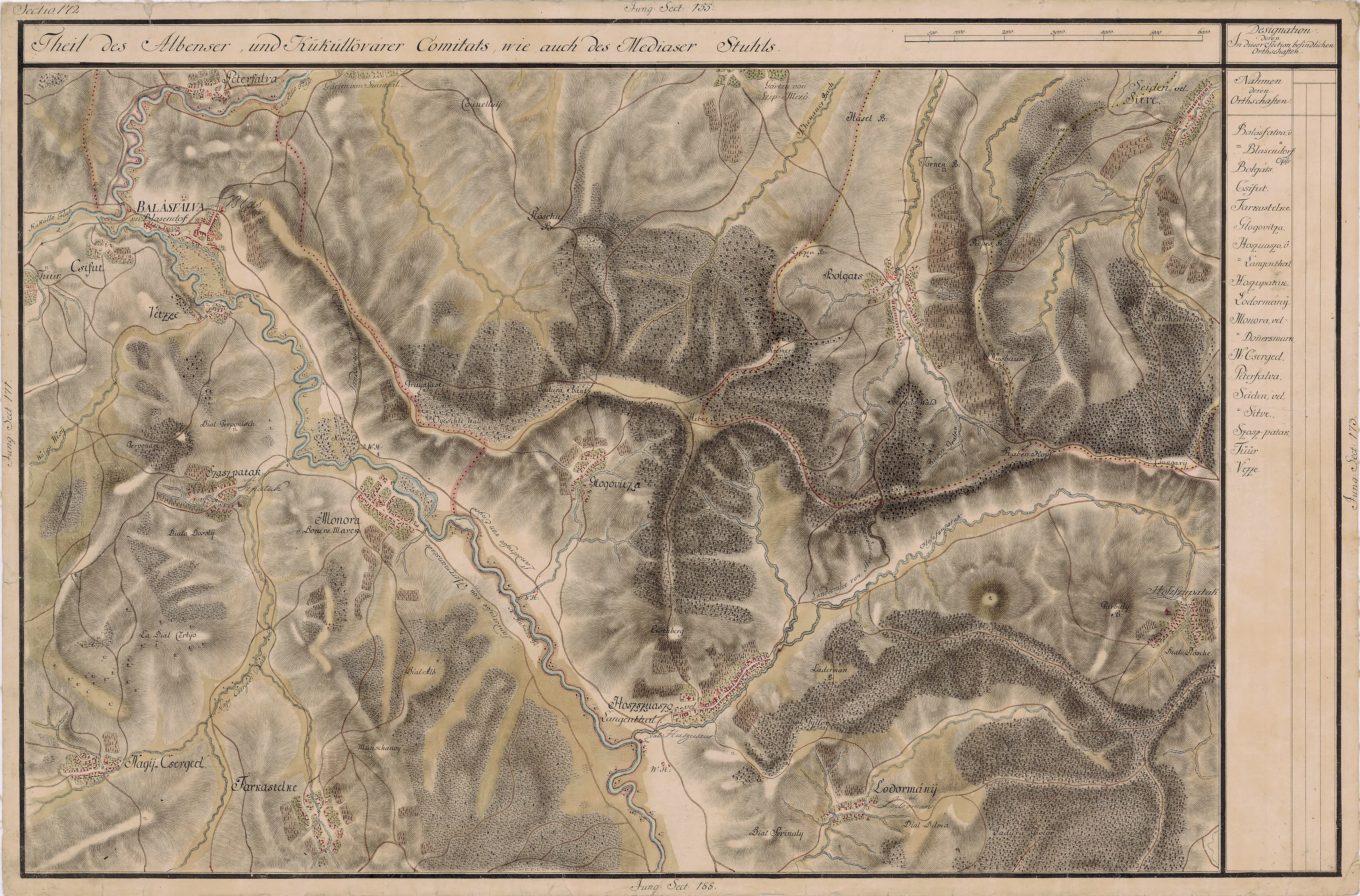
Bălcaciu pe Harta Iosefină a Transilvaniei, 1769-1773

Teritoriul satului Bălcaciu este situat în Depresiunea Transilvaniei, mai precis în Podișul Târnavelor, la o distanță de 9 km de Jidvei. Localități apropiate sunt Blaj (19,8 km) și Târnăveni (30 km).

## Viticultură
Zona este renumită pentru producția de vin de Jidvei, Bălcaciu adăpostind una din cramele domeniului. Crama se folosește pentru imbuteliat șampanie, precum și ca depozit.

## Monumente istorice
- Biserica evanghelică fortificată

## Lăcașuri de cult
- În localitate se găsește o biserică săsească fortificată (evanghelică-luterană). Biserica, construită în secolul al XIV-lea (de când datează clopotul decorat cu un basorelief, care reprezintă lupta lui Samson cu Leul), a fost refăcută la sfârșitul secolului al XV-lea, când a fost realizat și sistemul de apărare prevăzut cu două incinte intărite cu turnuri (curtinele interioare au fost demantelate). Impresionant cor fortificat, prevăzut cu drum de strajă la partea superioară. Refaceri incisive în secolul al XIX-lea, când s-a construit turnul-clopotniță.
- Comunitățile ortodoxe, catolice si penticostale dispun de câte un lăcaș de cult.

## Galerie de imagini

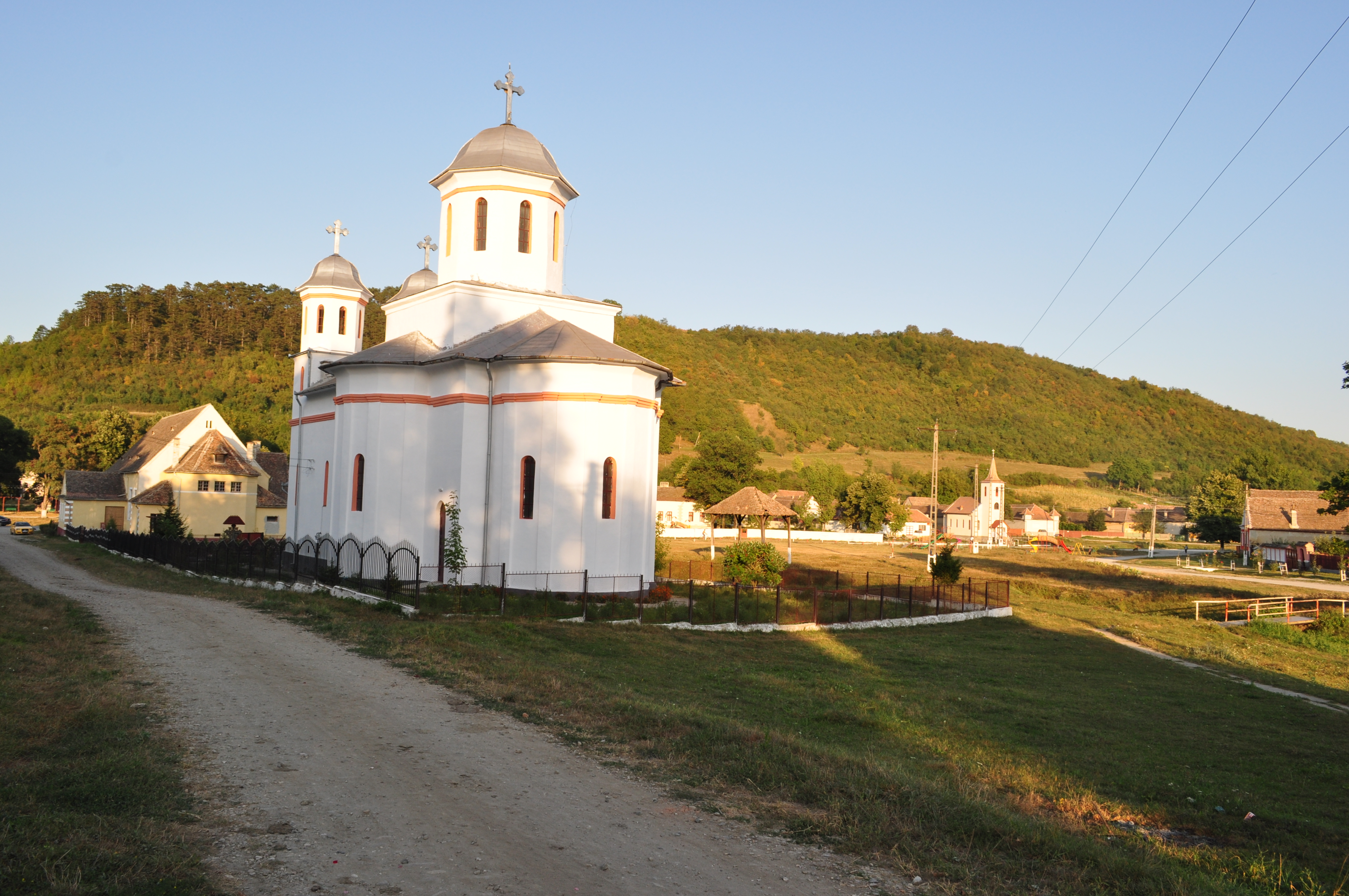
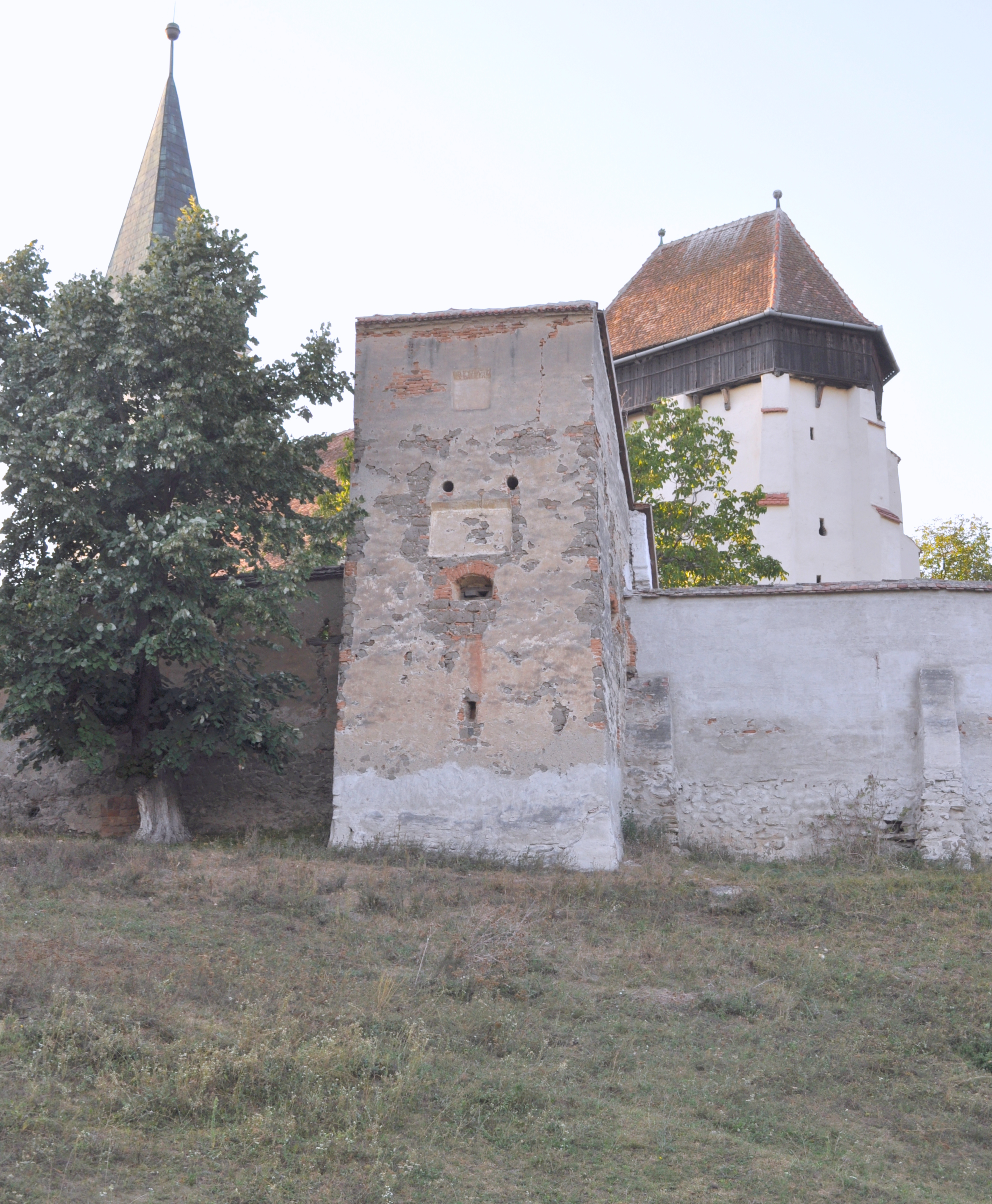
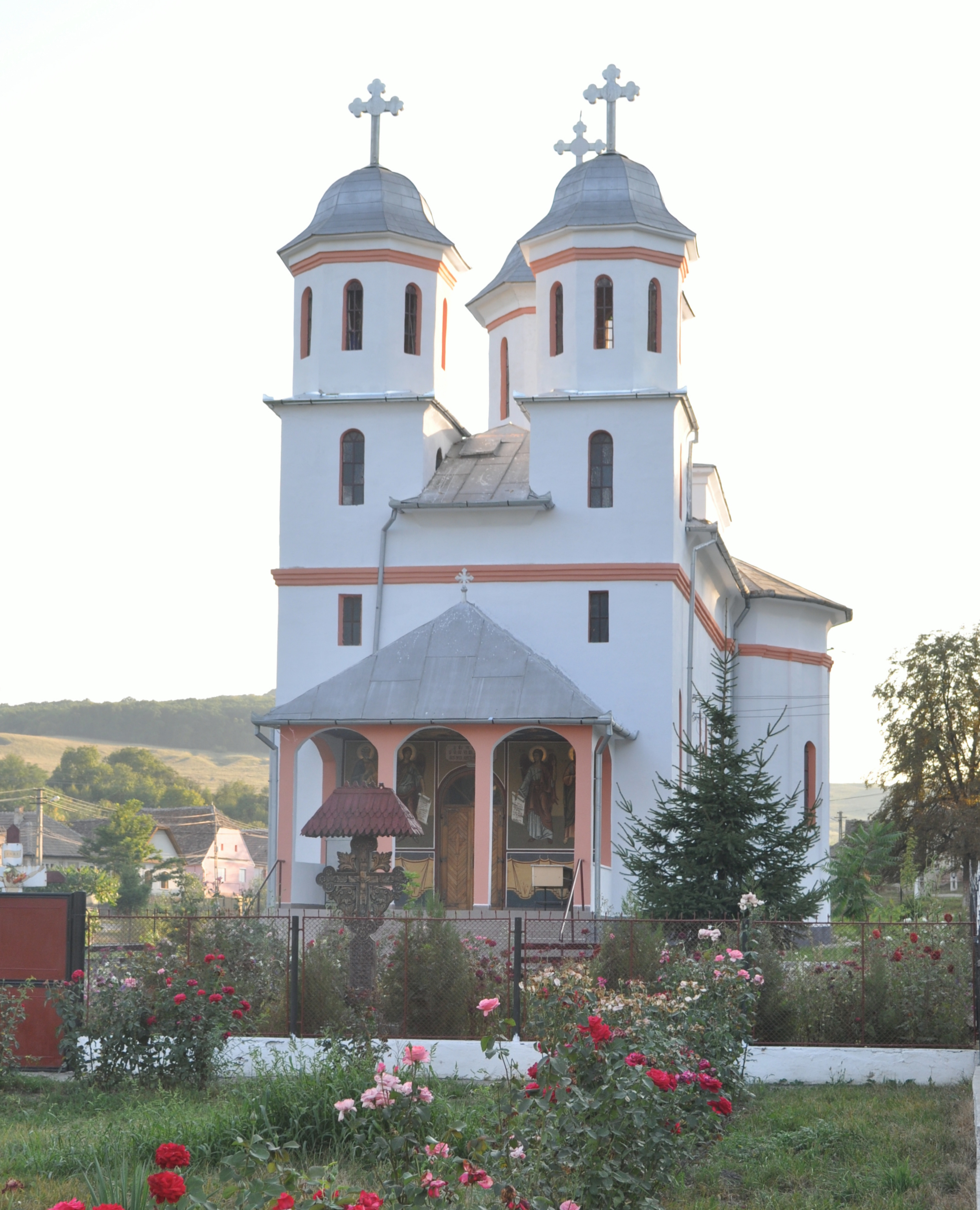
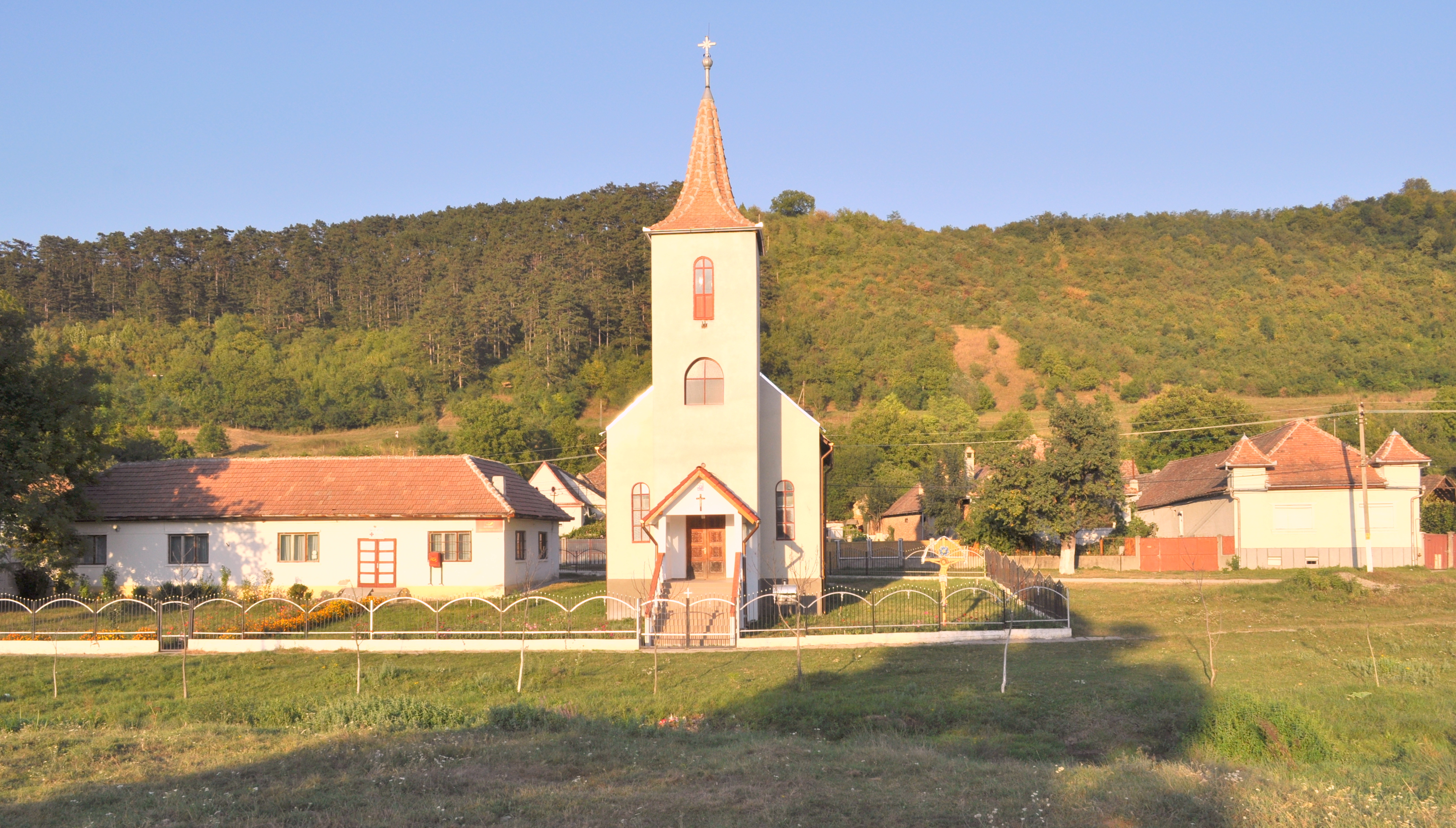
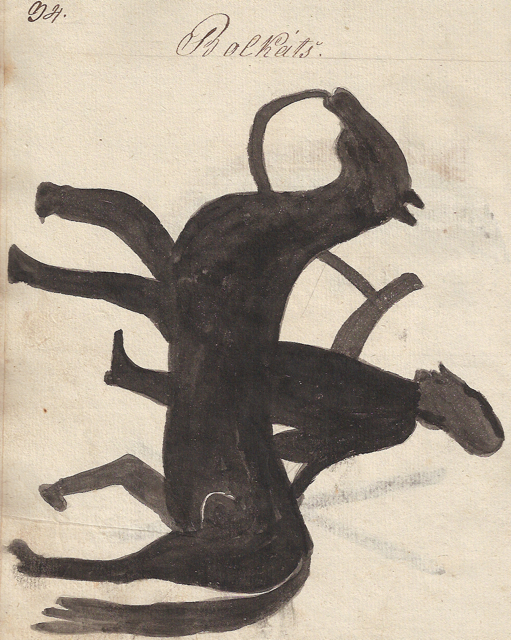
1826 - Danga pentru vitele din Bălcaciu